# Бзовець (Вармінсько-Мазурське воєводство)
Бзовець (пол. Bzowiec, нім. Beiswalde) — село в Польщі, у гміні Добре Място Ольштинського повіту Вармінсько-Мазурського воєводства.
Населення — 210 осіб (2011).
У 1975-1998 роках село належало до Ольштинського воєводства.

## Демографія
Демографічна структура станом на 31 березня 2011 року:
|          | Загалом | Допрацездатний вік | Працездатний вік | Постпрацездатний вік |
| -------- | ------- | ------------------ | ---------------- | -------------------- |
| Чоловіки | 102     | 19                 | 68               | 15                   |
| Жінки    | 108     | 28                 | 61               | 19                   |
| Разом    | 210     | 47                 | 129              | 34                   |